# Pierre-Amédée Durand
Pierre-Amédée Durand, né à Paris le 15 mars 1789 et mort dans cette même ville le 21 août 1873, est un sculpteur, médailleur et inventeur français.

## Biographie
Pierre-Amédée Durand est le fils de Pierre Durand, menuisier et marchand de bois, et de Catherine Victoire Deseine.
Sur les conseils de son oncle maternel, statuaire, il devient élève d'Antoine Denis Chaudet aux Beaux-Arts de Paris.
Il est lauréat du premier prix de Rome en gravure de médaille de 1810.
En avril 1833, il épouse Marie Madeleine Gabrielle Olympe Deleuze.
Après s'être adonné à la sculpture et à la gravure, il étudie la mécanique. Il est l'inventeur du moulin à vent se gouvernant lui-même.
Pierre-Amédée Durand meurt à son domicile parisien de la rue de l'Abbaye le 21 août 1873.